# Засосенье
Засосенье — деревня в Кичменгско-Городецком районе Вологодской области. Входит в состав Кичменгского сельского поселения, с точки зрения административно-территориального деления — в Пыжугский сельсовет.

## География
Деревня расположена в 90 км от Великого Устюга и в 10-15 км от Кичменгского Городка. Климат в деревне близок к условиям средней полосы России. По территории деревни Засосенье протекает речушка «Чёрная».
Расстояние до районного центра Кичменгского Городка по автодороге — 10 км. Ближайшие населённые пункты — Подволочье, Подгорка, Жуково.

## Население
| 2010 |
| ---- |
| 4    |

По переписи 2002 года население составляло 3 человека.

## История

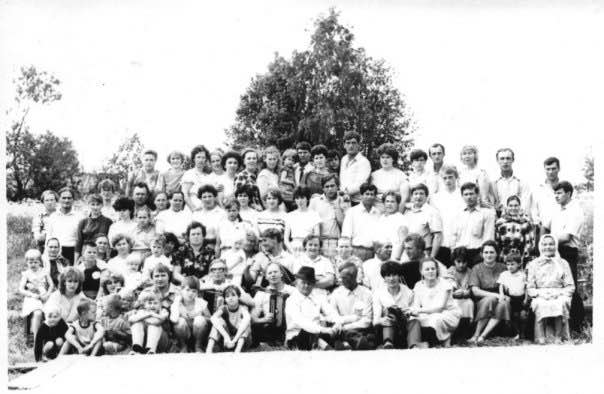
Уроженцы и гости деревни Засосенье, участники мероприятия «Встреча 1988 года»

Деревня Засосенье в материалах конца XVIII в. называется Фофановская, а Засосенье то ж (ГМ 1796, 124). Фофановская — от разговорного варианта м. л. и. Фофан (Феофан). Второе название говорит о местоположении селения в момент основания: Засосенье — деревня, находящаяся за сосновым лесом.
В 1990-е года и по настоящее время в Засосенье проходили культурно-массовые мероприятия под названием «Встречи», которые собирали огромное количество прежних местных жителей и их потомков. На «Встречах» традиционно проходят выступления гармонистов из разных регионов России, о чём неоднократно писала местная и областная пресса.

## Список уроженцев д. Засосенье, награжденных за заслуги в Великой Отечественной войне
В разделе приведен список уроженцев д. Засосенье, награжденных за заслуги в Великой Отечественной войне, на основании информации сайта Память Народа.
| № п/п | Фамилия Имя Отчество           | Дата рождения | Награда                              |
| 1     | Коряковский Василий Михайлович | __.__.1896    | Медаль «За боевые заслуги»           |
| 2     | Лобанова Фаина Ивановна        | __.__.1924    | Орден Отечественной войны II степени |
| 3     | Игумнов Анатолий Изосимович    | __.__.1926    | Орден Отечественной войны I степени  |
| 4     | Неспанов Александр Трофимович  | __.__.1921    | Орден Отечественной войны II степени |
| 5     | Дежнев Николай Яковлевич       | __.__.1916    | Орден Отечественной войны II степени |
| 6     | Игумнов Виталий Тимофеевич     | __.__.1919    | Орден Отечественной войны II степени |
| 7     | Неспанов Михаил Дмитриевич     | __.__.1918    | Орден Отечественной войны II степени |

## Изображения и фотографии
|  |  |  |  |

|  |  |  |  |